# Farrell, Mississippi
Farrell är en ort i Coahoma County i delstaten Mississippi, USA.